# ジョス・バトラー
ジョセフ・チャールズ・バトラー、MBE（英: Joseph Charles Buttler、MBE、1990年9月8日 - ）は、イングランド・トーントン出身のプロクリケット選手。イングランド代表。ポジションはバッツマン。

## 概要
2010年代を代表するクリケット選手の一人。クリケットのバイブルとして知られるウィズデン・クリケッターズ・アルマナックによって、2010年代のODI形式のワールドイレブンに選出された。